# Макдауъл (окръг, Северна Каролина)
Окръг Макдауъл (на английски: McDowell County) е окръг в щата Северна Каролина, Съединени американски щати. Площта му е 1155 km², а населението – 45 075 души (2016). Административен център е град Мариън.